# Palacio de los Superunda
El Palacio de los Superunda es un edificio de la ciudad española de Ávila, en Castilla y León. Cuenta con el estatus de Bien de Interés Cultural.

## Descripción
Ubicado en la ciudad castellanoleonesa de Ávila, capital de la provincia homónima, se halla situado dentro del recinto amurallado, próximo a las puertas del Matadero y del Rastro, junto a otros edificios de destacado valor artístico e histórico. El palacio, de corte italiano, fue construido en el siglo XVI. En 1595 el cantero Juan Vela realizó las obras de la fachada. A pesar de que su primer residente fuera Ochoa de Aguirre, debe su nombre al Conde de Superunda y Marqués de Bermudo, que tuvo la posibilidad de heredarlo en el siglo XIX.

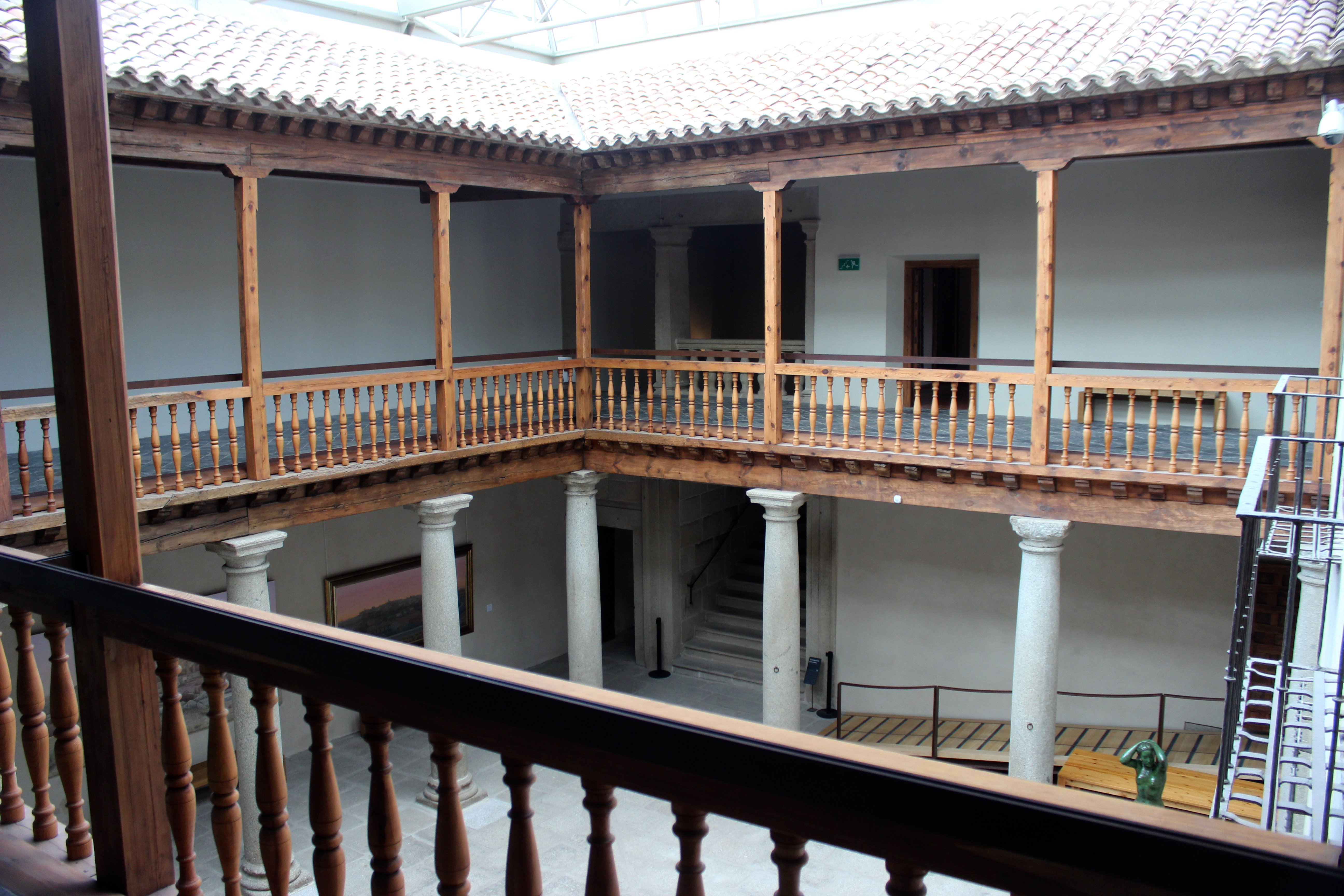
Patio interior

Se trata de un edificio renacentista de bellas proporciones y de planta cuadrada. Consta de semisótano, dos plantas y dos torreones en los extremos de la fachada principal que rompen su carácter horizontal. La organización de la fachada, aunque en conjunto es simétrica, no lo es en detalle, pues la portada está bajo uno de los torreones laterales. Los vanos se reparten de manera clara y ordenada: tres balcones en la parte superior y bajo ellas, dos pequeñas ventanas enrejadas y la puerta principal y una ventana en cada torreón; en la fachada lateral se sigue el mismo ritmo de ventanas. La decoración de la fachada principal se reduce a sencillas molduras en los huecos y escudos, rematando las ventanas de la segunda planta. Interiormente posee un patio central en torno al cual se disponen las distintas dependencias. Es cuadrado con dos alas cerradas y otras dos abiertas arquitrabadas y con columnas dóricas. Del patio arranca la escalera claustral y a él se accede por un amplio zaguán con las puertas de acceso descentradas.
El 23 de diciembre de 1992 fue declarado Bien de Interés Cultural con la categoría de monumento, mediante un decreto publicado en el Boletín Oficial de Castilla y León el día 29 de ese mismo mes.

## Colección Caprotti
En 1916 el pintor italiano Guido Caprotti adquirió este palacio y residió en él durante muchos de los años que habitó en Ávila. Actualmente se exponen gran parte de los cuadros que Caprotti dedicó a la vida cotidiana de la ciudad amurallada y sus gentes. Así pues, el palacio alberga una extensa colección de pinturas de Guido Caprotti, así como algunas esculturas de su hijo Óscar, retrato de Sorolla o pinturas de Ávila del amigo de Caprotti, López Mezquita. Además, como fue residencia del pintor, se puede contemplar la parte del museo dedicada a la vivienda, al respetarse la parte de la casa que se integra en el museo.